# DwuTakt (festiwal)
Festiwal Kultury Popularnej DwuTakt – festiwal poświęcony kulturze popularnej, odbywający się od 2014 roku w Toruniu. Festiwal organizowany jest m.in. przez Asocjację Komiksu w Toruniu, od 2017 roku przy wsparciu Fundacji Kult Kultury. Funkcję Dyrektora Festiwalu pełni Wojciech Łowicki.

## Historia
Koncepcja imprezy powstała w 2013 roku, pierwotnie pod nazwą DwuTakt: Muzyka i Komiks. W 2015 roku impreza została przemianowana na Festiwal Komiksu i Kultury Popularnej DwuTakt, zaś od 2016 roku nosi nazwę Festiwal Kultury Popularnej DwuTakt.
Pomysłodawcą festiwalu był Wojciech Łowicki (popularyzator komiksu, organizator wystaw dot. satyry, komiksu i popkultury, obecny dyrektor festiwalu i autor jego formuły). Wspólnie z dr Tomaszem Marciniakiem (naukowcem, badaczem komiksu i kultury popularnej, pierwszym dyrektorem festiwalu) opracowali jeszcze w 2013 roku koncepcję imprezy, która miała łączyć różne gatunki sztuk popularnych.
Logo festiwalowe zaprojektował Roman Maciejewski.

## Tematyka festiwalu
Festiwal koncentruje się na treściach związanych z szeroko rozumianą popkulturą, w szczególności z filmem, muzyką, satyrą, kabaretem i komiksem. Do stałych punktów imprezy należą m.in. spotkania z gwiazdami popkultury, strefa superbohaterska (całodzienny cykl prelekcji poświęconych bohaterom w trykotach), strefa Gwiezdnych Wojen (atrakcje związane z sagą George’a Lucasa), strefa dziecięca (atrakcje i zabawy dla dzieci), strefa gier, warsztaty i konkursy, Bitwa rysunkowa (rywalizacja uczestników, którzy spontanicznie tworzą w określonym czasie rysunek na zadany temat), strefa kryminałuwystępy kabaretów, giełda, wystawy.

## Nagroda im. Dra Tomasza Marciniaka
Nagroda przyznawana za najwartościowsze teksty naukowe, popularnonaukowe lub publicystyczne poświęcone tematyce komiksowej. Po raz pierwszy została przyznana na III edycji w 2016 roku i została ufundowana przez marszałka województwa kujawsko-pomorskiego.

## Złoty Puchar
Od pierwszej edycji organizatorzy festiwalu przyznają nagrodę o nazwie Złoty Puchar im. Janusza Christy. Nagroda wręczana jest za szczególne osiągnięcia na polu popularyzacji komiksu. Fundatorką nagrody jest Paulina Christa, wnuczka Janusza Christy, zaś autorem projektu statuetki Piotr „Śmiechosław” Wojciechowski.

## Edycje festiwalu

### Muzyka i Komiks
14-15 czerwca 2014 – Pierwsza edycja festiwalu odbyła się w Akademickim Centrum Kultury i Sztuki „Od Nowa” w Toruniu. Gośćmi festiwalu byli: Edward Lutczyn, Maciej Parowski, Krzysztof Ostrowski, Ryszard Dąbrowski, Błażej Kwiatkowski, DJ Funktion. Laureatem Złotego Pucharu został blog „Na plasterki!!!".
Podczas trwania festiwalu dr Tomasz Marciniak uhonorowany został Odznaką Zasłużony dla Kultury Polskiej. Odznaka przyznana została decyzją Ministra Kultury i Dziedzictwa Narodowego za całokształt twórczości na polu propagowania sztuki komiksu.

### Komiks łączy pokolenia
30 maja 2015 – Druga edycja festiwalu odbyła się w Młodzieżowym Domu Kultury w Toruniu. Gośćmi festiwalu byli: Jacek Fedorowicz, Mateusz Skutnik, Wojciech Birek, Szymon Łątkowski, Maciej Trzepałka. Laureatami Złotego Pucharu zostali Tomasz Kołodziejczak i Wojciech Łowicki

### Komiks i Satyra
7 maja 2016 – Trzecia edycja festiwalu odbyła się w „Dworze Artusa” w Toruniu. Gośćmi festiwalu byli: Stanisław Tym, Ryszard Dąbrowski, Marek Raczkowski, Tadeusz Baranowski, Edward Lutczyn, Tomasz Niewiadomski, Maciej Dąbrowski
(„Z Dvpy”). Laureatem Złotego Pucharu został Maciej Parowski. Laureatem Nagrody im. Dra Tomasza Marciniaka został Jakub Jankowski.

### Kobiety w popkulturze – bohaterki i twórczynie
27 maja 2017 – Czwarta edycja festiwalu odbyła się w „Dworze Artusa” w Toruniu. Gośćmi festiwalu byli: Aleksandra „Mishon” Kasprzyk, Kasia Moś, Ilona Łepkowska, Maria Peszek, Katarzyna Babis („Kiciputek”) oraz Maciej Dąbrowski
(„Z Dvpy”), Agnieszka Pruska. Laureatem Złotego Pucharu została Szarlota Pawel-Kroll. Laureatem Nagrody im. Dra Tomasza Marciniaka został Paweł Ciołkiewicz.

### DwuTakt w klimacie cyberpunk
20 października 2018 – Piąta edycja festiwalu odbyła się w Dworze Artusa w Toruniu. Gośćmi festiwalu byli: Robert Adler, Paweł Opydo, Wojciech Chmielarz, Aneta Jadowska, prof. Wiesław Nowak, Tadeusz Zyman, Michał P. Kadlec, Grzegorz Brudnik, Bartosz Szczygielski, Marta Matyszczak. Laureatem Złotego Pucharu został Adam Radoń. Laureatem Nagrody im. Dra Tomasza Marciniaka został Paweł Ciołkiewicz.

### DwuTakt Serialowo
31 sierpnia 2019 – Szósta edycja festiwalu odbyła się w Dworze Artusa. Gośćmi festiwalu byli: Kamil Nożyński, Artur Barciś, Henryk Gołębiewski, Robert Małecki, Wojciech Chmielarz, Robert Wichrowski, Beata Barciś, Mieczysław Hryniewicz, Mateusza Szlachtycz, Ilona Łepkowska, Zdzisław Wardejn, Michał Kalicki, Mikołaj Korzyński, Natalia Litwin („Widzę głosy”), Grzegorz Pawlak, Jarosław Boberek, Michał Przybył, Unka Odya, Marta Matyszczak, Magda Kuydowicz, Marcel Woźniak, Bartosz Szczygielski, Przemysław Semczuk, dr Paweł Leśniewski, Tadeusz Zyman, Adrian Tomczyk, Dawid Mr Lock. Laureatem Nagrody im. Dra Tomasza Marciniaka został dr Tomasz Żaglewski.